# Homestead (Missouri)
Homestead é uma vila localizada no estado americano de Missouri, no Condado de Ray.

## Demografia
Segundo o censo americano de 2000, a sua população era de 181 habitantes.
Em 2006, foi estimada uma população de 176, um decréscimo de 5 (-2.8%).

## Geografia
De acordo com o United States Census Bureau tem uma área de
0,5 km², dos quais 0,5 km² cobertos por terra e 0,0 km² cobertos por água.

## Localidades na vizinhança
O diagrama seguinte representa as localidades num raio de 12 km ao redor de Homestead.